# Statonie
Statonie, en latin Statonia, a été une ancienne cité étrusque.
Le débat sur l'emplacement de cette ville dans le centre de l’Étrurie intérieure reste ouvert.
Le lac de Statonie (Lacus Statoniensis) a été décrit par Sénèque et Pline l'Ancien : les hypothèses d'identification ont été le lac de Bolsena, le lac de Mezzano et le lac Vadimo.